# Гематотестикулярный барьер
Гематотестикулярный барьер (англ. Blood–testis barrier, BTB) — физиологический гистогематический барьер между кровеносными сосудами и
семенными канальцами тестикул животных.
Барьер формируется тесно сомкнутыми между собой клетками Сертоли, которые являются
поддерживающими эпителиоцитами семенных канальцев и питающими клетками сперматогоний, собственной оболочкой семенного канальца (базальной мембраной извитого канальца, миоидными клетками, соединительной тканью), адлюминальным и базальным компартментом, а также базальной мембранной кровеносного капилляра и эндотелиоцитами капилляра.
Барьер препятствует проникновению
цитотоксинов
из крови в семенные канальцы. Благодаря такому барьеру в адлюминальном (околополостном) пространстве сперматогенного эпителия создается среда с высоким уровнем тестостерона, что необходимо для нормального сперматогенеза.

## Аутоиммунные реакции
Гематотестикулярный барьер может быть нарушен в результате травмы или хирургически в результате вазэктомии. В результате этого сперма попадает в кровь и вызывает аутоиммунную реакцию иммунной системы. Антитела, вырабатываемые иммунной системой, связываются с различными антигенами на поверхности сперматозоидов.